# Nekrolog 1688
Nekrolog
◄◄
| ◄
| 1684
| 1685
| 1686
| 1687
| 1688 | 1689 | 1690 | 1691 | 1692 | ► | ►►
Weitere Ereignisse | Allgemeiner Nekrolog 1688
Die Beschreibung der verstorbenen Person sollte so kurz wie möglich gehalten sein und nur deren signifikante Tätigkeit(en) enthalten.
Neue Namen ggf. auch unter dem Geburts- und Sterbedatum, also etwa unter 1. Januar und im Geburts- und Sterbejahr (2024) eintragen (nur bei entsprechender großer Wichtigkeit). Für Beispiele siehe die schon vorhandenen Artikel.
Außerdem über die fünf zuletzt Verstorbenen, zu denen es einen ausreichend guten Artikel für eine Präsentation auf der Hauptseite gibt, nach der todesbedingten Überarbeitung der Artikel ggf. auch unter Wikipedia Diskussion:Hauptseite informieren und sie am besten auch in den anderen Wikipedia-Sprachversionen eintragen. Tipp: Regelmäßig bei news.google.de nach „ist tot“, „gestorben“ oder „verstorben“ suchen.
Wenn eine Person gestorben ist, gibt es viele Seiten zu dieser Person in der Wikipedia, die davon auch betroffen sind und entsprechend aktualisiert werden müssen. Beispiele: Namenübersichtsseite, Geburtsjahr, Geburtsort-Seiten und viele mehr.
Wie finde ich die betroffenen Seiten?
Im Suchfeld auf der linken Seite gibt man den Suchbegriff so ein: „Vorname Nachname“. Dann klickt man auf Volltext und alle Seiten mit entsprechendem Suchtext werden aufgerufen. Hier sieht man dann schnell, wo auch das Todesjahr Sinn macht oder sogar ein Teil des Artikels angepasst werden muss. Auch hilft das „Werkzeug“ auf der linken Seite sehr gut, um solche Seiten aufzufinden: „Links auf diese Seite“. Somit ist die Wikipedia wieder aktuell in allen Bereichen! Hinweis: bei Eintragung der Kategorie „Gestorben JAHR“ wird der Missbrauchsfilter 49 ausgelöst, was jedoch nicht schlimm ist. Siehe: Spezial:Missbrauchsfilter/49
Dies ist eine Liste von im Jahr 1688 verstorbenen bekannten Persönlichkeiten. Die Einträge erfolgen innerhalb der einzelnen Daten alphabetisch sortiert. Tiere sind im Nekrolog für Tiere zu finden.

## Januar
| Tag        | Name                                      | Beruf, bekannt als                                     | Alter | Beleg |
| ---------- | ----------------------------------------- | ------------------------------------------------------ | ----- | ----- |
| 8. Januar  | Francesco Foggia                          | italienischer Komponist des Barock                     |       |       |
| 15. Januar | Philipp Burckhardt                        | deutscher Jurist und Rektor der Universität Heidelberg |       |       |
| 18. Januar | Orazio Mattei                             | italienischer Kardinal der Römischen Kirche            |       |       |
| 23. Januar | Andreas von Ulcken                        | deutscher Diplomat                                     | 42    |       |
| 26. Januar | Wolfgang Christoph Truchsess von Waldburg | kurbrandenburgischer Generalmajor                      | 44    |       |
| 28. Januar | Ferdinand Verbiest                        | China-Missionar und Astronom                           | 64    |       |
| 29. Januar | Carlo Pallavicino                         | italienischer Komponist                                |       |       |

## Februar
| Tag         | Name                                 | Beruf, bekannt als                                   | Alter | Beleg |
| ----------- | ------------------------------------ | ---------------------------------------------------- | ----- | ----- |
| 10. Februar | Cornelis de Vlaming van Oudshoorn    | holländischer Edelmann und Amsterdamer Bürgermeister | 74    |       |
| 13. Februar | David Christiani                     | deutscher lutherischer Theologe und Mathematiker     | 77    |       |
| 14. Februar | Balthasar von der Goltz              | kurbrandenburger Obrist                              | 77    |       |
| 14. Februar | Gerhard Ahasverus Graf von Lehndorff | deutscher Adliger, preußischer Soldat                | 51    |       |
| 15. Februar | Jan Wielopolski                      | polnischer Adliger und Politiker                     |       |       |
| 27. Februar | Theodor Craanen                      | deutscher Mathematiker und Mediziner                 |       |       |
| 27. Februar | Anton Herport                        | Schweizer evangelischer Geistlicher                  | 42    |       |
| 28. Februar | Johann Sigismund Elsholtz            | deutscher Arzt, Botaniker, Alchemist, Autor          |       |       |
| Februar     | Abraham Duquesne                     | französischer Marineoffizier                         |       |       |

## März
| Tag      | Name                     | Beruf, bekannt als                                                                    | Alter | Beleg |
| -------- | ------------------------ | ------------------------------------------------------------------------------------- | ----- | ----- |
| 4. März  | Moses Gideon Abudiente   | Rabbiner und Autor                                                                    |       |       |
| 6. März  | Isaac de Pas             | französischer General, Vizekönig in Amerika und Diplomat                              |       |       |
| 8. März  | Honoré Fabri             | französischer Jesuit, Mathematiker, Astronom, Philosoph und Physiker                  |       |       |
| 10. März | Johann Jakob Redinger    | Schweizer evangelischer Geistlicher, Philologe und Schulleiter                        | 68    |       |
| 15. März | Karl zu Mecklenburg      | Herzog zu Mecklenburg, Erbprinz in Mecklenburg-Güstrow                                | 23    |       |
| 20. März | Marie von Oranien-Nassau | niederländische Prinzessin aus dem Haus Oranien, durch Heirat Pfalzgräfin von Simmern | 45    |       |
| 23. März | Marcantonio Giustinian   | Doge von Venedig                                                                      | 69    |       |
| 27. März | Friedrich von Dohna      | niederländischer Offizier, Gouverneur von Orange                                      | 67    |       |

## April
| Tag       | Name                                         | Beruf, bekannt als                                                       | Alter | Beleg |
| --------- | -------------------------------------------- | ------------------------------------------------------------------------ | ----- | ----- |
| 3. April  | Cosimo Fancelli                              | italienischer Bildhauer                                                  | 69    |       |
| 7. April  | Clara Elisabeth von Manderscheid-Blankenheim | Stiftsdame in den Stiften Thorn und Essen sowie Dechantin im Stift Elten |       |       |
| 12. April | Abraham Dünz der Ältere                      | Werkmeister der Bauhütte am Berner Münster                               |       |       |
| 19. April | David van der Brügge                         | deutscher Pädagoge und Bibliothekar                                      |       |       |
| 22. April | Gabriel Guéret                               | französischer Schriftsteller und Literaturkritiker                       |       |       |
| 24. April | David Klug                                   | deutscher lutherischer Theologe                                          | 70    |       |
| 28. April | Friedrich zu Mecklenburg                     | Herzog zu Mecklenburg                                                    | 50    |       |
| 28. April | Franz Rost                                   | deutscher Geistlicher, Musikkopist und Komponist                         |       |       |
| 29. April | Johannes Saubert der Jüngere                 | lutherischer Theologe und Orientalist                                    | 50    |       |

## Mai
| Tag     | Name                                 | Beruf, bekannt als                                                                                 | Alter | Beleg |
| ------- | ------------------------------------ | -------------------------------------------------------------------------------------------------- | ----- | ----- |
| 1. Mai  | Francesc Soler                       | katalanischer Kapellmeister und Komponist                                                          |       |       |
| 8. Mai  | Alessandro Crescenzi                 | italienischer Bischof, Kardinal und Patriarch                                                      | 80    |       |
| 8. Mai  | Johannes Reiche                      | deutscher lutherischer Theologe und Pastor                                                         | 71    |       |
| 9. Mai  | Friedrich Wilhelm                    | Kurfürst von Brandenburg (1640–1688); Herzog von Preußen (1640–1688)                               | 68    |       |
| 9. Mai  | Jean-Jacques de Mesmes               | Intendant von Soissons, Mitglied der Académie française                                            |       |       |
| 9. Mai  | Felice Rospigliosi                   | italienischer Kardinal                                                                             |       |       |
| 14. Mai | Antoine Furetière                    | französischer Schriftsteller und Gelehrter, speziell Lexikograf                                    | 68    |       |
| 14. Mai | Carlo Grossi                         | italienischer Komponist des Barock                                                                 |       |       |
| 21. Mai | Conrad Mardefelt                     | schwedischer Feldmarschall                                                                         |       |       |
| 22. Mai | Johann Andreas Quenstedt             | Vertreter der lutherischen Orthodoxie, genauer der letzte Vertreter der Hochorthodoxie (1600–1680) | 70    |       |
| 24. Mai | Johan Bär                            | schwedischer Admiral                                                                               | 67    |       |
| 27. Mai | Lukas Friedrich Reinhard             | deutscher lutherischer Geistlicher, Theologe und Kirchenlieddichter                                | 65    |       |
| 27. Mai | Anna Elisabeth von Sachsen-Lauenburg | Landgräfin von Hessen-Homburg                                                                      | 63    |       |

## Juni
| Tag      | Name                                                     | Beruf, bekannt als                                                                               | Alter | Beleg |
| -------- | -------------------------------------------------------- | ------------------------------------------------------------------------------------------------ | ----- | ----- |
| 1. Juni  | Peder Hansen Resen                                       | dänischer Jurist und Historiker                                                                  | 62    |       |
| 3. Juni  | François Andréossy                                       | französischer Ingenieur, Topograf, Kartograf                                                     | 54    |       |
| 5. Juni  | Maximilian Heinrich von Bayern                           | Kurfürst von Kurköln und Erzbischof von Köln                                                     | 66    |       |
| 5. Juni  | Constantine Phaulkon                                     | griechischer Abenteurer und Kanzler im Königreich von Ayutthaya in Siam                          |       |       |
| 6. Juni  | David Elias Heidenreich                                  | deutscher Dichter, Dramatiker und Übersetzer der Barockzeit                                      | 50    |       |
| 20. Juni | Raymond Louis de Crevant d’Humières, Marquis de Preuilly | französischer Aristokrat und Marineoffizier                                                      |       |       |
| 26. Juni | Ralph Cudworth                                           | englischer Philosoph                                                                             |       |       |
| 26. Juni | Joachim Rüdiger von der Goltz                            | dänischer und kursächsischer Generalfeldmarschall                                                | 68    |       |
| 29. Juni | Wolf Helmhardt von Hohberg                               | Dichter und Schriftsteller des Barock                                                            | 75    |       |
| Juni     | Matthias Knox                                            | österreichischer Steinmetzmeister und Bildhauer des Barock, Dombaumeister zu St. Stephan in Wien |       |       |

## Juli
| Tag      | Name                                       | Beruf, bekannt als                                         | Alter | Beleg |
| -------- | ------------------------------------------ | ---------------------------------------------------------- | ----- | ----- |
| 11. Juli | Narai                                      | König von Ayutthaya in Siam                                |       |       |
| 21. Juli | James Butler, 1. Duke of Ormonde           | anglo-irischer Staatsmann und Heerführer                   | 77    |       |
| 21. Juli | Arthur Onslow, 1. Baronet                  | englischer Adliger und Politiker                           |       |       |
| 21. Juli | Claudia Seraphica von Wolkenstein-Rodeneck | Äbtissin im Stift Freckenhorst und im Stift Heerse         |       |       |
| 31. Juli | Johann Ludtring                            | deutscher Zirkelschmied, Mechaniker und Instrumentenmacher |       |       |

## August
| Tag        | Name                                          | Beruf, bekannt als                                                                        | Alter | Beleg |
| ---------- | --------------------------------------------- | ----------------------------------------------------------------------------------------- | ----- | ----- |
| 2. August  | Johann Eichel von Rautenkron                  | deutscher Ethnologe und Rechtswissenschaftler                                             | 66    |       |
| 3. August  | Christian Dreier                              | lutherischer Theologe                                                                     | 77    |       |
| 3. August  | Andreas von Schönberg                         | kursächsischer Geheimer und Kriegsrat, Generalwachtmeister und Oberkommandant             | 88    |       |
| 4. August  | Johannes Schmoller                            | deutscher Kriegssekretär                                                                  | 80    |       |
| 5. August  | Ignaz Wilhelm von Wolff-Metternich zur Gracht | Domherr in Münster, Worms                                                                 | 58    |       |
| 9. August  | Martin von Rango                              | Advokat am kurfürstlich-brandenburgischen Hofgericht, Ratsherr von Kolberg und Historiker | 53    |       |
| 12. August | Karl Ludwig Raugraf zu Pfalz                  | General                                                                                   | 29    |       |
| 16. August | Georg Samuel Dörffel                          | deutscher Theologe und Astronom                                                           | 44    |       |
| 21. August | Johannes VII. Kaspar Pflüger                  | 39. Abt der Abtei Marienstatt                                                             | 68    |       |
| 25. August | Henry Morgan                                  | englischer Pirat                                                                          |       |       |
| 31. August | John Bunyan                                   | englischer Baptistenprediger und Schriftsteller                                           | 59    |       |
| 31. August | Maria Magdalena von Oettingen-Baldern         | zweite Frau des Markgrafen Wilhelm von Baden                                              |       |       |

## September
| Tag           | Name                                      | Beruf, bekannt als                                              | Alter | Beleg |
| ------------- | ----------------------------------------- | --------------------------------------------------------------- | ----- | ----- |
| 2. September  | Martin von Böckel                         | deutscher Rechtsgelehrter und Politiker                         | 78    |       |
| 2. September  | Franz Wilhelm von Fürstenberg             | Ritter des Deutschen Ordens und Landkomtur der Ballei Westfalen | 59    |       |
| 15. September | Otto Wilhelm von Königsmarck              | General, Heerführer und Staatsmann in verschiedenen Diensten    | 49    |       |
| 15. September | Louis Victor de Rochechouart de Mortemart | Marschall von Frankreich                                        | 52    |       |
| 16. September | Georg Thebesius                           | deutscher Jurist und Schriftsteller                             | 52    |       |
| 22. September | François Bernier                          | französischer Arzt und Philosoph                                |       |       |
| 22. September | Gottfried Bischof                         | deutscher Prämonstratenserabt                                   |       |       |

## Oktober
| Tag         | Name                                | Beruf, bekannt als                                                                        | Alter | Beleg |
| ----------- | ----------------------------------- | ----------------------------------------------------------------------------------------- | ----- | ----- |
| 4. Oktober  | Philips de Koninck                  | niederländischer Maler                                                                    | 68    |       |
| 9. Oktober  | Claude Perrault                     | französischer Architekt und Physiker                                                      | 75    |       |
| 13. Oktober | Pedro de Mena                       | spanischer Bildhauer                                                                      | 60    |       |
| 14. Oktober | Joachim von Sandrart                | deutscher Maler, Kupferstecher und Kunsthistoriker                                        | 82    |       |
| 15. Oktober | Anna Salome von Salm-Reifferscheidt | Äbtissin des Frauenstifts Essen                                                           | 66    |       |
| 17. Oktober | Johann Alemann                      | deutscher Jurist und kursächsischer Bergrat                                               | 70    |       |
| 23. Oktober | Charles du Fresne, sieur du Cange   | französischer Jurist, Historiker und Lexikograf                                           | 77    |       |
| 27. Oktober | Jean Doujat                         | französischer Rechtswissenschaftler, Schriftsteller, Romanist, Hispanist und Provenzalist |       |       |
| 28. Oktober | Șerban I. Cantacuzino               | Fürst der Walachei                                                                        |       |       |
| 30. Oktober | Christoph Wölfflin                  | deutscher evangelischer Theologe und Hochschullehrer                                      | 62    |       |
| Oktober     | Wilhelm von Schröder                | Merkantilist am Hof Kaiser Leopolds I. in Wien                                            | 47    |       |

## November
| Tag          | Name                      | Beruf, bekannt als                                                                   | Alter | Beleg |
| ------------ | ------------------------- | ------------------------------------------------------------------------------------ | ----- | ----- |
| 3. November  | Johann Gravius            | deutscher Theologe sowie Professor, Rektor und Prorektor an der Universität Tübingen | 67    |       |
| 4. November  | Georg Wendler             | deutscher Rechenmeister                                                              |       |       |
| 8. November  | Johann Caspar Schweizer   | Schweizer evangelischer Geistlicher, Philologe und Hochschullehrer                   | 68    |       |
| 15. November | Johann Michael Fehr       | deutscher Arzt                                                                       | 78    |       |
| 16. November | Bengt Gottfried Forselius | estnischer Pädagoge                                                                  |       |       |
| 18. November | Matthias Wasmuth          | deutscher Orientalist und Theologe                                                   | 63    |       |
| 21. November | Johann Krull              | deutscher Jurist                                                                     | 78    |       |
| 22. November | Brandanus Daetrius        | deutscher lutherischer Theologe                                                      | 81    |       |
| 26. November | Augustinus Balthasar      | deutscher evangelischer Theologe                                                     | 56    |       |
| 26. November | Philippe Quinault         | französischer Dichter                                                                | 53    |       |
| 29. November | Bohuslav Balbín           | böhmischer Jesuit, Literat, Historiker und Geograph                                  | 67    |       |
| 29. November | Petrus Bodenheim          | deutscher Pfarrer, Prior und Kanoniker                                               |       |       |

## Dezember
| Tag          | Name                             | Beruf, bekannt als                                                                                           | Alter | Beleg |
| ------------ | -------------------------------- | --- | ----- | ----- |
| 8. Dezember  | Simon Bornmeister                | deutscher lutherischer Theologe und Kirchenlieddichter                                                       | 56    |       |
| 11. Dezember | Christian Lehmann                | deutscher evangelischer Pfarrer und Chronist                                                                 | 77    |       |
| 12. Dezember | Christoph von Manteuffel         | Württembergischer Oberhofmarschall und Obervogt zu Marbach                                                   | 66    |       |
| 15. Dezember | Gaspar Fagel                     | niederländischer Staatsmann und Ratspensionär                                                                | 54    |       |
| 15. Dezember | Ambrosius Adrian von Viermund    | Freiherr zu Neersen, Anrath und Schönau                                                                      | 48    |       |
| 19. Dezember | Bonifazius Middendorf            | Abt des Benediktinerklosters Liesborn (1678–1688)                                                            |       |       |
| 22. Dezember | Ludwig von Beauveau              | Comte d'Espense, kurbrandenburger Generalleutnant, Obrist der Trabantengarde, Diplomat und Oberstallmeister. |       |       |
| 25. Dezember | Bernhard Frese                   | Bürgermeister der Hansestadt Lübeck                                                                          |       |       |
| 26. Dezember | Hans Wilhelm von Meerheimb       | deutscher Offizier in kaiserlichen und dänischen Diensten                                                    | 68    |       |
| 31. Dezember | Joachim Henniges von Treffenfeld | brandenburgischer General                                                                                    |       |       |
| Dezember     | Albert Klomp                     | niederländischer Landschafts- und Tiermaler sowie Zeichner                                                   | 63    |       |

## Datum unbekannt
| Tag | Name                    | Beruf, bekannt als                                                           | Alter | Beleg |
| --- | ----------------------- | ---------------------------------------------------------------------------- | ----- | ----- |
|     | Andreas Kieser          | Herzoglich Württembergischer Kriegsrat, Oberstleutnant und Kartograph        |       |       |
|     | Jerónimo Baía           | portugiesischer Barocklyriker, Ordensmann und Ordenshistoriker               |       |       |
|     | Daniel Bärholz          | deutscher Schriftsteller und Ratsmitglied                                    |       |       |
|     | Hartwig Bambamius       | deutscher Jurist und Oberaltensekretär der Hansestadt Hamburg                |       |       |
|     | Johann Bock             | schlesischer Gelehrter und Geistlicher                                       |       |       |
|     | Charles Dumanoir        | französischer Tanzmeister                                                    |       |       |
|     | Christoph Fahrner       | Schulmeister, Schultheiß, Domstiftschaffner, Heilmittelhersteller, Chemiker  |       |       |
|     | Georg Hinz              | deutscher Maler                                                              |       |       |
|     | Robert van den Hoecke   | niederländischer Maler und Radierer                                          |       |       |
|     | Christian Mätzschke     | deutscher Maler                                                              |       |       |
|     | John Narborough         | englischer Marinebefehlshaber                                                |       |       |
|     | Pieter Nason            | niederländischer Maler                                                       |       |       |
|     | Isaak du Plessis-Gouret | kurbrandenburgischer Obrist, Kommandant von Spandau und später von Magdeburg |       |       |
|     | Popé                    | Führer und Organisator des Pueblo-Aufstands (1680)                           |       |       |
|     | Michael Reinhartz       | Abt des Klosters Wedinghausen                                                |       |       |
|     | Alexander Serenio       | schweizerisch-österreichischer Bildhauer und Stuckateur                      |       |       |
|     | Paul Joachim Stockmann  | deutscher Mediziner                                                          |       |       |
|     | Simon Peter Tileman     | deutscher Maler                                                              |       |       |